# Walter McMillian
Walter "Johnny D." McMillian (27 de octubre de 1941 – 11 de septiembre de 2013) fue un afroestadounidense que trabajaba en el sector de la madera para pulpa en Monroeville, Alabama, y que fue erróneamente condenado por asesinato y sentenciado a muerte. Su condena se debió a la coercion y perjurio de la policía y, en el juicio celebrado en 1988, el juez le impuso la pena de muerte, aún habiendo sido condenado a cadena perpetua por el jurado. Entre 1990 y 1993, el Tribunal de Alabama de Apelaciones Criminales rechazó cuatro apelaciones; en 1993, después de que McMillian hubiera pasado seis años en el corredor de la muerte de Alabama, el Tribunal de Apelaciones Criminales revirtió la decisión del tribunal y declaró que su sentencia había sido un error judicial.